# Ghana International 1989
Die Ghana International 1989 als offene internationale Meisterschaften von Ghana im Badminton fanden Mitte September 1989 statt.

## Finalergebnisse
| Disziplin    | Sieger                       | Finalist                         | Ergebnis           |
| ------------ | ---------------------------- | -------------------------------- | ------------------ |
| Herreneinzel | Charles Mensah               | Ernest Kyei                      | 15-9, 5-15, 15-7   |
| Dameneinzel  | Nelly Akainyah               | Ivy Addai                        | 11-4, 11-2         |
| Herrendoppel | Ernest Kyei Boniface Amuzu   | Felix Quarshie Albert B. Rockson | 11-15, 15-11, 15-9 |
| Damendoppel  | Nelly Akainyah Cynthia Amuzu | Kate Koranteng Grace Mordeku     | 15–3, 15-1         |
| Mixed        | Owusu Agyemang Cynthia Amuzu | Nketia Kyei Nelly Akainyah       | 15-7, 11-15, 15-2  |